# Область Рейнхарта
Область Рейнхарта — геометричний об'єкт, що визначається, як правило, у комплексних просторах і має важливу роль у комплексному аналізі, зокрема в зв'язку з тим, що певні підкласи цих областей є областями збіжності багатовимірних степеневих рядів і рядів Лорана.

## Означення
Область (відкрита зв'язана множина) {\displaystyle \Omega \subseteq \mathbb {C} ^{n}} називається областю Рейнхарта з центром в точці  {\displaystyle z=(a_{1},a_{2},\dots ,a_{n})\in \mathbb {C} ^{n}} (яка може не належати {\displaystyle \Omega }), якщо для кожної точки {\displaystyle z=(z_{1},z_{2},\dots ,z_{n})\in \Omega } для всіх {\displaystyle \vartheta _{1},\vartheta _{2},\dots ,\vartheta _{n}\in \mathbb {R} } також {\displaystyle \left(e^{i\vartheta _{1}}\cdot (z_{1}-a_{1})+a_{1},\;e^{i\vartheta _{2}}\cdot (z_{2}-a_{2})+a_{2},\;\dots ,e^{i\vartheta _{n}}\cdot (z_{n}-a_{n})+a_{n}\right)\in \Omega }.
Область Рейнхарта {\displaystyle \Omega } з центром в точці  {\displaystyle z=(a_{1},a_{2},\dots ,a_{n})\in \mathbb {C} ^{n}} називається повною, якщо разом з точкою {\displaystyle z=(z_{1},z_{2},\dots ,z_{n})\in \Omega } області також належить полікруг {\displaystyle \left\{w=(w_{1},w_{2},\dots ,w_{n})\in \mathbb {C} ^{n}\,:\,\left|w_{j}-a_{j}\right|\leqslant \left|z_{j}-a_{j}\right|,\;\;j=1,\dots ,n\right\}}.
Область Рейнхарта {\displaystyle \Omega } з центром в точці  {\displaystyle z=(a_{1},a_{2},\dots ,a_{n})\in \mathbb {C} ^{n}} називається відносно повною, якщо для довільного j, або перетин області з площиною {\displaystyle z_{j}=a_{j}} є пустою множиною або разом з точкою {\displaystyle z=(z_{1},\dots ,z_{j},\dots ,z_{n})\in \Omega } області також належить множина {\displaystyle \left\{w=(z_{1},\dots ,w_{j},\dots ,z_{n})\in \mathbb {C} ^{n}\,:\,\left|w_{j}-a_{j}\right|\leqslant \left|z_{j}-a_{j}\right|\right\}}. В даному означенні на відміну від попереднього нерівність вимагається в кожному окремому випадку лише по одній координаті.
Область Рейнхарта {\displaystyle \Omega } називається логарифмічно опуклою, якщо образ множини {\displaystyle \Omega ^{*}=\{z=(z_{1},\cdots ,z_{n})\in \Omega |z_{1}\cdots z_{n}\neq 0\}} при відображенні {\displaystyle \lambda :z\rightarrow \lambda (z)=(\ln(|z_{1}|),\cdots ,\ln(|z_{n}|))} є опуклою множиною в дійсному просторі {\displaystyle \mathbb {R} ^{n}}.

## Графічне зображення
Область Рейнхарта {\displaystyle \Omega \subseteq \mathbb {C} ^{n}} з центром в нулі часто зображується за допомогою її образу в {\displaystyle {\mathbb {R} _{0}^{+}}^{n}}, при відображенні {\displaystyle \phi :\mathbb {C} ^{n}\to {\mathbb {R} _{0}^{+}}^{n}:(z_{1},z_{2},\dots ,z_{n})\to (\left|z_{1}\right|,\left|z_{2}\right|,\dots ,\left|z_{n}\right|).}
Наприклад, при розмірності {\displaystyle n=2} образом одиничної кулі буде одиничний квадрант — сектор круга, що відповідає куту 90°, а образом одиничного полікруга — одиничний квадрат.
При розмірності {\displaystyle n=3} образом одиничної кулі буде частина одиничної дійсної кулі обмежена додатним октантом, а образом одиничного полікруга — одиничний куб.

## Приклади
- При {\displaystyle n=1} повними областями Рейнхарта будуть круги {\displaystyle \{|z-a|<R\},} а неповними — кільця {\displaystyle \{r<|z-a|<R\}}
- {\displaystyle n}-вимірний полікруг {\displaystyle \left\{z=(z_{1},z_{2},\dots ,z_{n})\in \mathbb {C} ^{n}\,:\,\left|z_{j}-a_{j}\right|<\rho _{j}\;(j=1,2,\dots n)\right\}} де {\displaystyle a=(a_{1},a_{2},\dots ,a_{n})\in \mathbb {C} ^{n}} і {\displaystyle \rho _{1},\rho _{2},\dots ,\rho _{n}>0}
- Комплексна {\displaystyle n}-вимірна куля {\displaystyle \left\{z=(z_{1},z_{2},\dots ,z_{n})\in \mathbb {C} ^{n}\,:\,\left|z_{1}-a_{1}\right|^{2}+\left|z_{2}-a_{2}\right|^{2}+\dots +\left|z_{n}-a_{n}\right|^{2}=\rho ^{2}\right\}} де {\displaystyle a=(a_{1},a_{2},\dots ,a_{n})\in \mathbb {C} ^{n}} і {\displaystyle \rho >0}.
- Прикладом повної області Рейнхарта, що не є логарифмічно  опуклою є {\displaystyle \Omega :=\{(z_{1},z_{2})\in \mathbb {C} ^{2}\ :\ |z_{1}|<0.5,|z_{2}|<1\ \lor \ |z_{1}|<1,|z_{2}|<0.5\}.} Графічне зображення усіх {\displaystyle (|z_{1}|,|z_{2}|)} на дійсній площині {\displaystyle \mathbb {R} ^{2}} і відповідне зображення для {\displaystyle \lambda (\Omega )} подані на двох перших рисунках нижче. Образ {\displaystyle \Omega } при відображенні {\displaystyle \lambda }, який зображений на другому рисунку не є опуклою множиною і, відповідно, {\displaystyle \Omega } не є логарифмічно опуклою областю Рейнхарта. На третьому рисунку зображена опукла оболонака множини {\displaystyle \lambda (\Omega )}. Відповідно кожен степеневий ряд із двох змінних, що збігається на {\displaystyle \Omega }, також збігається на області {\displaystyle \Omega ':=\{(z_{1},z_{2})\in \mathbb {C} ^{2}\ :\ |z_{1}|<1,|z_{2}|<1\ \land \ \ln |z_{1}|+\ln |z_{2}|<\ln 0.5\},} яка є логарифмічно опуклою повною .областю Рейнхарта.

## Область Рейнхарта в комплексному аналізі
Значення областей Рейнхарта в комплексному аналізі пояснюється тим, що областю збіжності степеневого ряду багатьох змінних є логарифмічно опукла область Рейнхарта. Навпаки будь-яка логарифмічно опукла область Рейнхарта є областю збіжності деякого степеневого ряду. Якщо деяка функція є голоморфною в повній області Рейнхарта, то вона рівна на ньому сумі свого ряду Тейлора. Оскільки областю збіжності цієї функції буде логарифмічно випукла повна область  Рейнхарта то функцію можна продовжити принаймні на найменшу логарифмічно випуклу повну область  Рейнхарта, що містить дану повну область Рейнхарта.
Аналогічно областю збіжності рядів Лорана будуть логарифмічно випуклі відносно повні області Рейнхарта і навпаки для кожної логарифмічно випуклої відносно повної області Рейнхарта існує ряд Лорана, для якого дана область є областю збіжності.
Довільна функція, що є голоморфною на відносно повній області Рейнхарта рівна сумі свого ряду Лорана на ній і цей розклад здійснює аналітичне продовження на найменшу логарифмічно опуклі відносно повну область Рейнхарта, що містить дану область.
Петер Тюллен довів, що двовимірна обмежена область Рейнхарда, що містить нуль і розмірність орбіти нуля щодо групи автоморфізмів є додатною є біголоморфною до однієї з областей:
1. {\displaystyle \{(z,w)\in \mathbf {C} ^{2};~|z|<1,~|w|<1\}} (полікруг);

1. {\displaystyle \{(z,w)\in \mathbf {C} ^{2};~|z|^{2}+|w|^{2}<1\}} (одинична куля);

1. {\displaystyle \{(z,w)\in \mathbf {C} ^{2};~|z|^{2}+|w|^{2/p}<1\}(p>0,\neq 1)} (область Тюллена).

В 1978 році Тошікадзу Сунада довів, що дві {\displaystyle n}-вимірні обмежені області Рейнхарта {\displaystyle G_{1}} і {\displaystyle G_{2}} є біголоморфними тоді і тільки тоді коли існує відображення {\displaystyle \varphi :\mathbf {C} ^{n}\longrightarrow \mathbf {C} ^{n}} визначене як 
{\displaystyle z_{i}\mapsto r_{i}z_{\sigma (i)}(r_{i}>0)}, {\displaystyle \sigma } — перестановка індексів), таке що {\displaystyle \varphi (G_{1})=G_{2}}.